# Мілена Ратайчак
Мілена Ратайчак (пол. Milena Ratajczak, нар. 1984) — польська астрономка і популяризаторка науки, секретарка Польського астрономічного товариства, співзасновниця науково-популярного проєкту «Science Now».

## Біографія
Народилась 4 вересня 1984 року. Закінчила магістратуру Університету імені Адама Міцкевича в Познані. У 2015 році в Астрономічному центрі імені Миколая Коперніка захистила написану під керівництвом Мацея Конацького дисертацію доктора філософії «Точне визначення параметрів зір-гігантів у подвійних системах».
Сфера наукових інтересів — змінні зорі. Член групи OGLE та проекту Solaris, співробітниця консорціуму програми BRITE.
Працювала в Астрономічному інституті факультету фізики та астрономії Вроцлавського університету та в Карловому університеті в Празі, а потім в Астрономічній обсерваторії Варшавського університету.
Секретарка Польського астрономічного товариства, членкиня Міжнародного астрономічного союзу та ревізійної комісії Фонду польської астрономії імені Миколая Коперника. Співзасновниця креативної студії «Science Now», що спеціалізується на науковій комунікації та працює на стику науки, освіти, мистецтва та розваг. Співпрацює з науково-популярними журналами, редагує книги та ігри з астрономії, організовує науково-популярні заходи, виступає консультантом мистецьких космічних проектів. Координатор освітньої програми UNAWE в Польщі.
Вона була включена до списку Forbes «Жінка року 2020».